# Refik Memišević
Refik Memišević (Bačko Novo Selo, 14. maj 1956 — Subotica, 5. januar 2004) bio je jugoslovenski rvač, višestruki državni prvak i reprezentativac u rvanju grčko-rimskim stilom, najviše u kategoriji do 100 kg. Rvanjem je počeo da se bavi sa 16 godina u novosadskoj „Vojvodini“, a od 1975. je bio član subotičkog „Spartaka“ (trener Sreten Damjanović).

## Biografija
Prvu titulu osvojio je 1973. kada je postao omladinski prvak Jugoslavije, a 1976. postao je prvi put seniorski prvak Balkana. Prvu titulu seniorskog šampiona države osvojio je 1977. a prvu medalju na svetskim šampionatima (srebrnu) osvojio je iste godine na šampionatu u Geteborgu. Prvak sveta 1981. dva puta vicešampion sveta (1977. i 1982), dva puta pobednik Mediteranskih igara i dva puta prvak Balkana.
Na olimpijskim igrama učestvovao je 1980. godine u Moskvi i zauzeo četvrto mesto u teškoj kategoriji (100 kg) i 1984. u Los Anđelesu i osvojio srebrnu medalju u superteškoj kategoriji (130 kg). "Srebro" je osvojio posle diskvalifikacije Johansona (Švedska) zbog dopinga.
U njegovu čast, danas u Subotici postoji kafana koji nosi njegov nadimak - Brale.

## Letnje olimpijske igre, Los Anđeles 1984.
Rvanje, grčko-rimski, superteška (130 kg) - Srebrna medalja
Rezultati (8 takmičara iz 8 zemalja).
1. kolo: Blatnik (USA) 0:2 (diskv, pasivnost);
1. kolo repesaža: Ando (JPN) 2:0 (diskv),
2. kolo: Poliklidis (GRE) 2:0 (diskv),
3. mesto: Dolipši (ROM) 2:0 (diskv).

### Plasman
1. Džefri Blatnik 2:0 6,00
2. Refik Memišević pasivnost 4,16
3. Viktor Dolipši
4. Panajotis Pikilidis 7:3 6,00
5. Hasan el Hadad
6. Masaja Ando
7. Antonio Lapena
8. Tomas Johanson diskvalifikovan (doping)